# Ньето, Анхель
Анхель Ньето Рольдан (исп. Ángel Nieto Roldán; 25 января 1947, Самора — 3 августа 2017, Ивиса, Балеарские острова) — испанский мотогонщик MotoGP, 13-кратный чемпион мира в классах 50 см² и 125 см².

## Биография
Анхель Ньето родился в испанской Саморе 25 января 1947 года.
Он одержал 90 побед в Гран-при, и в 2000 году был признан Международной мотоциклетной федерацией «легендой» турнира.
В честь Анхеля Ньето названы один из поворотов гоночной трассы Херес и музей в Мадриде.
В основном Анхель Ньето специализировался на младших классах (50, 80 и 125 см³), однако многие его коллеги-гонщики, в том числе экс-чемпион мира Барри Шин, считают Анхеля одним из лучших мотогонщиков всех времён. Карьеру мотогонщика закончил в 1986 году в возрасте 39 лет. Всего выиграл 90 Гран-При (третье место в истории после 122 побед Джакомо Агостини и 105 Валентино Росси) и 13 титулов чемпиона мира (второй после Джакомо Агостини с 15 победами).
Известен своим суеверием, например он предпочитал называть количество своих титулов как «12 + 1».
Позже работал в команде MotoGP со своим сыном Анхелем Ньето младшим и Эмилио Альзамора, который выиграл в 1999 году чемпионат мира в классе 125 см³.
В знак уважения к достижениям Анхеля Ньето его именем назван один из поворотов трассы Херес, также в Мадриде существует его музей, а в 2000 году Международная мотоциклетная федерация признала спортсмена «легендой» Гран-При.
В списке 40 лучших мотогонщиков всех времён по версии Международной мотоциклетной федерации Анхель Ньето занимает 2-е место. 18 мая 2008 года на Гран-При Франции в Ле-Мане он оригинально поздравил Валентино Росси с девяностой победой на этапах серии Гран-При. Ньето надел специальную рубашку и сел за руль мотоцикла Росси, тогда как Валентино сел на место пассажира и взял флаг с надписью «90 + 90», что символизировало одинаковое количество побед обоих гонщиков. Таким образом, они проехали круг почёта.
26 июля 2017 года попал в аварию на своём квадроцикле, после этого был госпитализирован.
3 августа 2017 года Анхель Ньето скончался от отёка мозга.